# General Pulaski Memorial Day

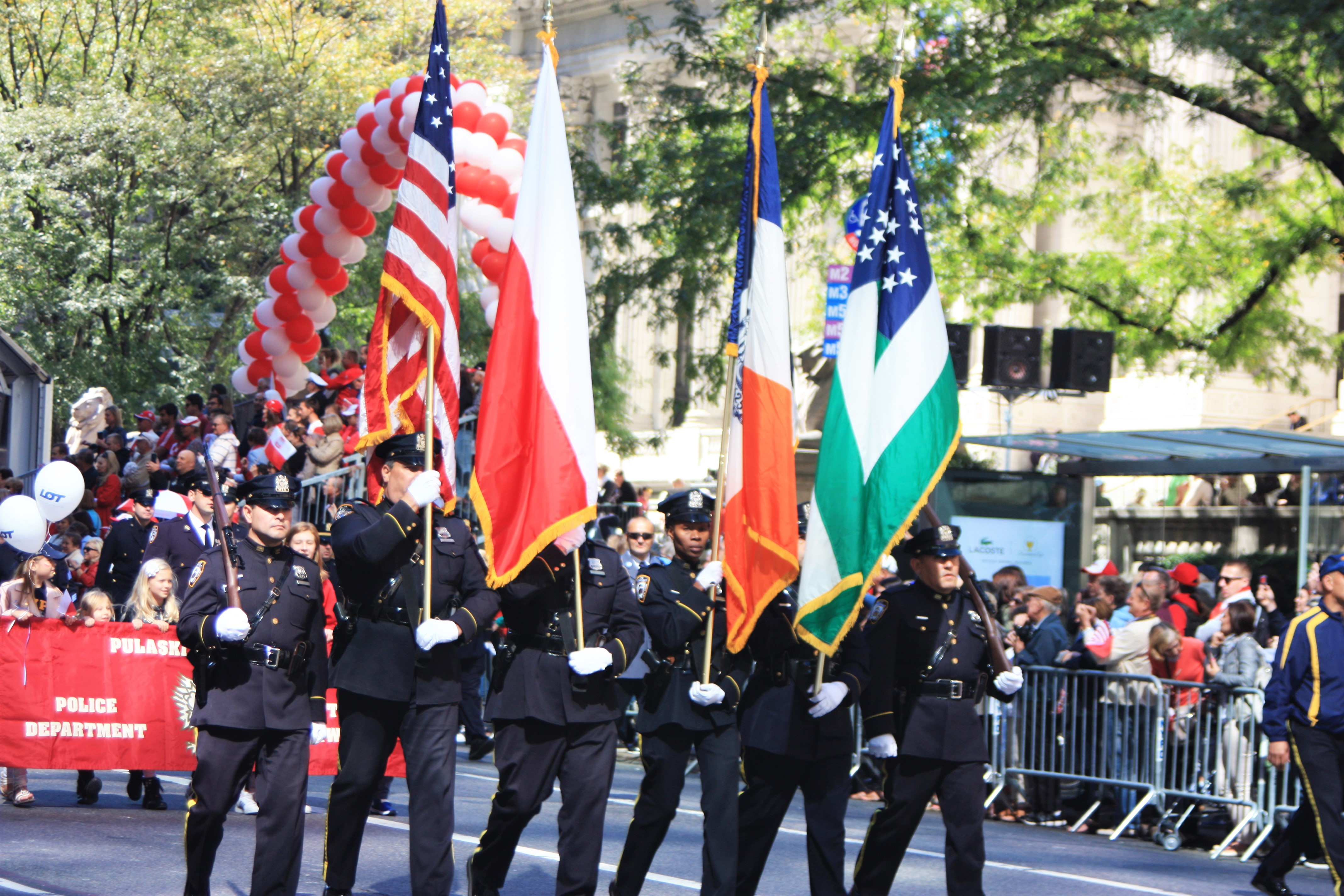
Jour commémoratif du Général Pulaski

Le General Pulaski Memorial Day est un jour férié aux États-Unis en l'honneur du général Kazimierz Pułaski (orthographié Casimir Pulaski en anglais), un héros polonais de la Révolution américaine. Cette fête est célébrée chaque année le 11 octobre par proclamation présidentielle, pour honorer l'héritage des Américains polonais et pour commémorer son décès : Pulaski est mort des suites de blessures subies lors du siège de Savannah le 9 octobre 1779. Le jour férié a été établi en 1929 lorsque le Congrès a adopté une résolution (Résolution publique 16 de 1929) désignant le 11 octobre comme Journée commémorative du général Pulaski. Chaque président a publié une proclamation pour l'observance chaque année depuis (sauf en 1930).

## Fêtes régionales
La ville de New York organise une parade annuelle du Pulaski Day et Grand Rapids, dans le Michigan, organise les Pulaski Days. Certaines régions à forte population polono-américaine célèbrent à la place la journée de Casimir Pulaski le premier lundi de chaque mois de mars, pour la naissance de Pulaski le 4 mars 1746. Le Wisconsin, l'Illinois, le Kentucky et l'Indiana ont vu leur état reconnaître cette fête, particulièrement populaire à Chicago et à Milwaukee.
La Journée du général Pulaski est un jour férié reconnu par le Commonwealth du Kentucky, aux États-Unis, « en commémoration de la mort du général révolutionnaire Casimir Pulaski ». La journée du général Pulaski est célébrée le 11 octobre de chaque année dans le Kentucky. La Journée du général Pulaski a été créée par une loi promulguée par l'Assemblée générale du Kentucky quelque temps avant 1942.